# Станица Подлугови
Станица Подлугови је песма коју пева Здравко Чолић, српски певач. Песма је објављена 1983. године на албуму Шта ми радиш и трећа је песма са овог албума.

## Текст и мелодија
Песма Станица Подлугови је ауторско дело, чији је текст написао Владо Дијак. Песма се налази у наставном плану и програму бх. школа, односно већини уџбеника Музичке културе за осми разред основне школе.
Музику и аранжман за песму радио је Корнелије Ковач.

## Спот
Музички видео је на Чолићев званични Јутјуб канал отпремљен 19. новембра 2013. године.